# توبفوهرر
تروبفهرر ([ˈtʀʊp.fyːʀɐ] ، «قائد القوات») كان رتبة شبه عسكرية للحزب النازي تم إنشاؤه لأول مرة في عام 1930 كرتبة لكتيبة العاصفة (SA). تترجم «قائد القوات»،  رتبة Truppführer تطورت من أوائل ألقاب فرايكوربس التي تعود أصولها إلى الحرب العالمية الأولى.
باعتبارها رتبة لكتيبة العاصفة، اعتبرت Truppführer ما يعادل رقيب اعلى، أو الدرجة الأولى لرتبة رقيب. رتبة SA- Truppführer اعتبرت في البداية الأعلى من رتبة كتيبة العاصفة- شارفورر، ولكن بعد عام 1932 وضعت فوق رتبة جديدة لكتيبة العاصفة اوباشافوهرر  تتكون شارة تروبفوهرر الأساسية من نقطتي على رقعة طوق.

## شارة

NSFK
NSKK
OT
راد
SA